# Męczennicy z klasztoru Kantara
Męczennicy z klasztoru Kantara – grupa trzynastu prawosławnych mnichów cypryjskich, którzy według prawosławnej hagiografii w 1231 zostali spaleni na stosie za odmowę przejścia z prawosławia na katolicyzm.
Według hagiografii prawosławnej, w 1228 mnisi Jan i Konon, przybyli z góry Athos, osiedlili się na Cyprze w odludnym klasztorze Kantara. Szybko zyskali sławę świętych ascetów. Obawiając się ich wpływu na społeczeństwo, katolicki biskup Nikozji podjął próbę nawrócenia ich na katolicyzm. Gdy duchowni odmówili, nakazał ich uwięzić. Złych warunków panujących w więzieniu nie wytrzymał jeden z mnichów, który zmarł w lochu. Pozostałych dwunastu zakonników, po trzyletnim odosobnieniu, przywiązano do koni, a następnie, jeszcze żywych, spalono na stosie w obecności króla Cypru. Historia mnichów znana jest z jednego, zachowanego w dwóch egzemplarzach żywota. Tekst ten upodabnia ich śmierć do męki Chrystusa, wyraźnie konfrontuje również Kościoły prawosławny i katolicki. Inne kościelne źródła cypryjskie nie wspominają o opisywanym wydarzeniu.
Żywot wymienia następujące imiona męczenników z klasztoru Kantara: Jan (przełożony wspólnoty), Konon, Jeremiasz, Marek, Cyryl, Teoktyst, Barnaba, Maksym, Teognost (zmarł w więzieniu), Józef, Gennadiusz, Gerazym, Herman. Ich wspomnienie w Cypryjskim Kościele Prawosławnym przypada 19 maja, w rocznicę śmierci.
Zdaniem ks. Mariana Bendzy i ks. Anatola Szymaniaka historia mnichów z klasztoru Kantara obrazuje politykę katolickich królów Cypru wobec prawosławnej ludności wyspy oraz jej opór przeciwko próbom szerzenia obrządku łacińskiego.